# موس (زاز الشرقي)
موس (بالفارسية: موس) هي قرية تقع في إيران في قسم زاز الشرقي الریفي. يقدر عدد سكانها بـ 98 نسمة بحسب إحصاء 2016.